# Neoheterobothrium pugetensis
Neoheterobothrium pugetensis är en plattmaskart. Neoheterobothrium pugetensis ingår i släktet Neoheterobothrium och familjen Diclidophoridae. Inga underarter finns listade i Catalogue of Life.